# Skorosze (Warszawa)

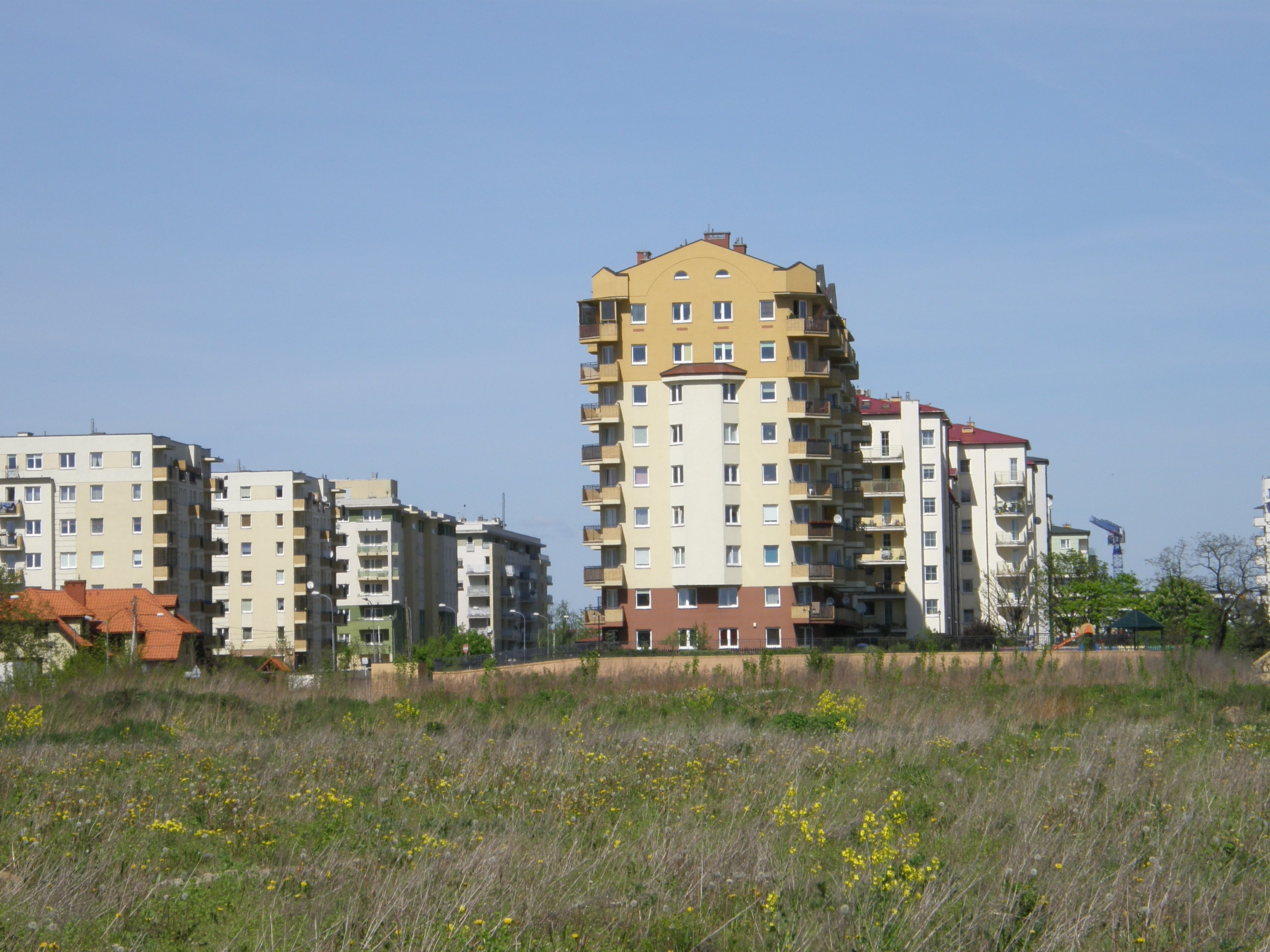
Osiedle Skorosze

Skorosze – obszar MSI w dzielnicy Ursus w Warszawie.

## Historia
W 1528 Skorosze liczyły około 33,6 ha. W XV wieku posiadała własny młyn. W 1827 roku Skorosze miały 10 chałup, 141 mieszkańców i szkołę początkową. Pod koniec XIX wieku była to wieś leżąca przy obecnej ulicy Dzieci Warszawy. Od 1889 wieś należała do gminy Pruszków z siedzibą w Skoroszach. W 1916, kiedy utworzono gminę Skorosze, wieś zyskała na znaczeniu. W skład gminy Skoroszy weszły pobliskie wsie między innymi: Czechowice, Szamoty, Raków, Salomeja, Okęcie, Szczęśliwice, Opacz Duża i Mała, Załuski, Reguły, Reguły-Kuchy, Ostoja Pęcicka i Michałowice.
W latach 1932–1933 inżynier Lucjusz Burdzyński zbudował we wsi cegielnię, w której później mieściła się fabryka kosmetyków Spółdzielni Pracy „Kamelia”, a później zakład produkcyjny spółki Oriflame.
Szybki rozwój pobliskich Czechowic spowodował, że wieś Skorosze zaczęła tracić na znaczeniu i w 1937 siedziba gminy została przeniesiona do Czechowic.
1 lipca 1952 r. z osiedli: Czechowice, Skorosze, Szamoty, Gołąbki i Grabkowo utworzono nowe miasto Czechowice, któremu 27 kwietnia 1954 r. zmieniono nazwę na Ursus. 

### Wójtowie gminy Skorosze
- (1916–1922) Aleksander Kopiński
- (1922–1930) Władysław Haas
- (1930–1933) Franciszek Adolf Acher
- (1933–1939) Franciszek Gryzel
- (1939–1945) Władysław Godurkiewicz
- (I 1945–III 1945) Bolesław Gliński
- (III 1945–III 1948) Teodor Rowiński
- (III 1948–1952) Antoni Jóźwiak

### Gospodarze i mieszkańcy wsi Skorosze
W połowie XVI wieku część obszaru należała do rodziny Nadarzyńskich. W XVII wieku wieś należała do rodziny Falęckich, a w XVIII wieku stała się własnością komornika Karczewskiego. Na początku XIX wieku Skorosze były w posiadaniu Sąchockich.
Później gospodarzyli tu Mullerowie, Teodor Andrault, Hassowie, Jungowie, Kuhlenowie, Berendtowie i Własowie.

### Osiedla
Rozbudowa fabryki przyczyniła się do powstawania nowych osiedli:
- Osiedle Zarządu Osiedli Robotniczych w kwadracie ulic: Bohaterów Warszawy, 1 Maja, Kazimierza Sosnkowskiego, Kazimierza Pużaka – w latach 1950-1958.
- Osiedle „Kolorowa”, które wybudowała Robotnicza Spółdzielnia Mieszkaniowa „Ursus” w latach 1958-1968, liczyło 39 budynków mieszkalnych oraz budynek Spółdzielczego Domu Handlowego i „okrąglak”.
- Osiedle Spółdzielni Mieszkaniowej „Niedźwiadek” pobudowane w latach 60. przy ulicach Konińskiej i Adamieckiego oraz Cierlickiej i Zakątek.
- Osiedle Spółdzielni „Budowa”, w skład którego weszły budynki przy ul. Rakietników 25, 33, 50, przy ul. Obrońców Helu 1 oraz ul. 1 Maja 2.

Pozostały teren Skoroszy liczący 150 ha pozostał niezurbanizowany aż do lat 90. W 1992 r. Rada Warszawy podjęła uchwałę o odrolnieniu wszystkich gruntów w stolicy. Wpłynęło to na gwałtowny rozwój budownictwa i pojawienie się nowych osiedli na terenie dawnej wsi Skorosze.

## Ważniejsze obiekty
- XVIII Zabytkowa Kapliczka przy ulicy Dzieci Warszawy
- Centrum Skorosze przy ul. gen. Felicjana Sławoja-Składkowskiego 4
- Budynek przy ul. Bohaterów Warszawy 31, w którym mieścił się szpital powstańczy
- Szkoła Podstawowa nr 4 im. Władysława Broniewskiego, ul. Walerego Sławka 9
- Szkoła Podstawowa z Oddziałami Integracyjnymi nr 14 im. Bohaterów Warszawy, ul. Sosnkowskiego 10
- LVI Liceum Ogólnokształcące im. Rotmistrza Witolda Pileckiego, ul. Dzieci Warszawy 42
- Szkoła Podstawowa nr 382 im. Warszawskich Dzieci, ul. Konińska 2

## Obszar
Skorosze zajmuje obszar ograniczony od północy ul. Tomcia Palucha, od zachodu ul. Sosnkowskiego, zaś od południa i wschodu granicami dzielnicy. Obszar według MSI obejmuje również Stary Ursus, oraz część Czechowic i ograniczony od zachodu ulicą Sosnkowskiego, od północy torami kolejowymi, od wschodu sąsiadujący z dzielnicą Włochy, a od południa z Opaczą Kolonią, sołectwem w gminie Michałowice.